# Kim Ho
Kim Ho (en Coreano: 김호; Tongyeong, Gyeongsang del Sur, Corea del Sur; 24 de noviembre de 1944) es un exfutbolista y entrenador surcoreano.

## Trayectoria

### Como jugador
Kim Ho fue internacional absoluto por la selección de Corea del Sur entre 1966 y 1972. En un principio jugaba como lateral, aunque con el tiempo se desempeñó como defensa central. Destacó por su gran actitud en el campo y rápido marcaje, en su selección fue dupla con Kim Jumg-nam.

### Como entrenador

#### Hanil Bank
Luego de su retiro como futbolista, comenzó su carrera como entrenador en clubes amateur de Corea del Sur y equipos juveniles de la selección, y en 1983 aceptó ser el nuevo entrenador del Hanil Bank FC, llevando el club a obtener dos K-League en su época amateur.

#### Hyundai Horang-i
Kim Ho dirigió al Hyundai Horang-i desde 1988 a 1990. Logró el segundo lugar en la clasificación en su primera temporada. Dejó el club en 1991.

#### Selección de Corea del Sur
Aceptó el cargo de entrenador de la selección de Corea del Sur y logró clasificar al seleccionado a la Copa Mundial de 1994 en Estados Unidos. En la Copa, su equipo dio la sorpresa al empatar 2-2 ante España. Aunque fue eliminada a manos del actual campeón Alemania por 3-2, luego de ir 3-0 abajo.

#### Suwom Samsung Bluewings
En 1996 fue contratado por el Suwom Samsung Bluewings de la K-League. Kim Ho es uno de los entrenadores más exitosos en la historia de la liga surcoreana, ganando dos K-League, cuatro Copas de la Liga de Corea, una Copa de Corea, dos Supercopas de Corea, a nivel internacional ganó dos Ligas de Campeones de la AFC y dos Supercopas de la AFC en ocho temporadas en el club hasta su retiro en 2003.

#### Daejon Citizen
Kim Ho dirigió al Daejeon Citizen FC en 2007, pero fue despedido en 2009 por los malos resultados y una controversia de corrupción.

## Clubes

### Como jugador
| Club                                | País          | Año       |
| ----------------------------------- | ------------- | --------- |
| Cheil Industries                    | Corea del Sur | 1964-?    |
| ROK Marine Corps                    | Corea del Sur | ?-1967    |
| Yangzee FC                          | Corea del Sur | 1967      |
| Cheil Industries                    | Corea del Sur | 1968      |
| Equipo del Banco Comercial de Corea | Corea del Sur | 1969-1973 |

### Como entrenador
| Club                         | País          | Año       |
| ---------------------------- | ------------- | --------- |
| Hanil Bank                   | Corea del Sur | 1982-1987 |
| Selección de Corea del Sur B | Corea del Sur | 1987      |
| Hyundai Horang-i             | Corea del Sur | 1988-1990 |
| Selección de Corea del Sur   | Corea del Sur | 1992-1994 |
| Suwon Samsung Bluewings      | Corea del Sur | 1995-2003 |
| Daejeon Citizen              | Corea del Sur | 2007-2009 |

## Palmarés

### Como jugador

#### Títulos nacionales
| Título                               | Club                                | País          | Año              |
| ------------------------------------ | ----------------------------------- | ------------- | ---------------- |
| Liga Semi-profesional de Korea       | Cheil Industries                    | Corea del Sur | 1964 (Primavera) |
| Liga Semi-profesional de Korea       | Cheil Industries                    | Corea del Sur | 1968 (Otoño)     |
| Copa del Presidente de Corea del Sur | Equipo del Banco Comercial de Corea | Corea del Sur | 1970             |

#### Títulos internacionales
| Título           | Club                       | País      | Año  |
| ---------------- | -------------------------- | --------- | ---- |
| Juegos Asiáticos | Selección de Corea del Sur | Tailandia | 1970 |

#### Distinciones individuales
| Distinción                      | Año  |
| ------------------------------- | ---- |
| Futbolista coreano del año      | 1969 |
| Once ideal de Corea del Sur     | 1969 |
| Once ideal de Corea del Sur     | 1970 |
| Once ideal de Corea del Sur     | 1971 |
| Once ideal de Corea del Sur     | 1972 |
| Once histórico de Corea del Sur | 2010 |

### Como entrenador

#### Títulos nacionales
| Título                         | Club                    | País          | Año              |
| ------------------------------ | ----------------------- | ------------- | ---------------- |
| Liga Semi-profesional de Korea | Hanil Bank              | Corea del Sur | 1983             |
| Liga Semi-profesional de Korea | Hanil Bank              | Corea del Sur | 1987 (Primavera) |
| K-League 1                     | Suwon Samsung Bluewings | Corea del Sur | 1998             |
| K-League 1                     | Suwon Samsung Bluewings | Corea del Sur | 1999             |
| Korean FA Cup                  | Suwon Samsung Bluewings | Corea del Sur | 2002             |
| Copa de la Liga de Corea       | Suwon Samsung Bluewings | Corea del Sur | 1999             |
| Copa de la Liga de Corea       | Suwon Samsung Bluewings | Corea del Sur | 1999 (Especial)  |
| Copa de la Liga de Corea       | Suwon Samsung Bluewings | Corea del Sur | 2000             |
| Copa de la Liga de Corea       | Suwon Samsung Bluewings | Corea del Sur | 2001             |
| Supercopa de Corea             | Suwon Samsung Bluewings | Corea del Sur | 1999             |
| Supercopa de Corea             | Suwon Samsung Bluewings | Corea del Sur | 2000             |

#### Títulos internacionales
| Título                      | Club                    | País | Año     |
| --------------------------- | ----------------------- | ---- | ------- |
| Liga de Campeones de la AFC | Suwon Samsung Bluewings | Asia | 2000-01 |
| Liga de Campeones de la AFC | Suwon Samsung Bluewings | Asia | 2001-02 |
| Supercopa de la AFC         | Suwon Samsung Bluewings | Asia | 2001    |
| Supercopa de la AFC         | Suwon Samsung Bluewings | Asia | 2002    |

#### Distinciones individuales
| Distinción                        | Año  |
| --------------------------------- | ---- |
| Entrenador del año de la K-League | 1998 |
| Entrenador del año de la K-League | 1999 |